# Mikko Meriläinen
Mikko Antero Meriläinen (ur. 4 listopada 1927 w Sotkamo, zm. 13 stycznia 2015 tamże) – fiński biathlonista, dwuboista klasyczny i żołnierz.
W 1948 wystąpił na igrzyskach olimpijskich w Sankt Moritz, wspólnie z Eero Naapurim, Vilho Ylönenem i Tauno Honkanenem zajmując drugie miejsce w zawodach pokazowych w patrolu wojskowym. Był to jego jedyny start olimpijski. Na rozgrywanych dwa lata później mistrzostwach świata w narciarstwie klasycznym w Lake Placid zajął 31. miejsce w biegu na 18 km oraz 12. miejsce w kombinacji norweskiej.

## Osiągnięcia w biegach

### Mistrzostwa świata
| Miejsce | Dzień    | Rok  | Miejscowość | Konkurencja             | Czas biegu | Strata | Zwycięzca        |
| ------- | -------- | ---- | ----------- | ----------------------- | ---------- | ------ | ---------------- |
| 31.     | 3 lutego | 1950 | Lake Placid | 18 km stylem klasycznym | 1:06:16    | +5:27  | Karl-Erik Åström |

## Osiągnięcia w kombinacji norweskiej

### Mistrzostwa świata
| Miejsce | Dzień    | Rok  | Miejscowość | Konkurencja   | Wynik zwycięzcy | Strata    | Zwycięzca   |
| ------- | -------- | ---- | ----------- | ------------- | --------------- | --------- | ----------- |
| 12.     | 3 lutego | 1950 | Lake Placid | Indywidualnie | 455,2 pkt       | -35,8 pkt | Heikki Hasu |